# بيتر بول (لاعب هوكي جليد)
بيتر بول (بالألمانية: Petr Pohl)‏ هو لاعب هوكي جليد ألماني، ولد في 28 أغسطس 1986 في Kopřivnice ‏ في التشيك.

## وصلات خارجية
- بيتر بول على موقع دوري الهوكي الوطني (الإنجليزية)
- بيتر بول على موقع EliteProspects.com (الإنجليزية)
- بيتر بول على موقع HockeyDB.com (الإنجليزية)